# Ambunguipes rufocincta
Ambunguipes rufocincta är en kräftdjursart som först beskrevs av Brady 1880. Enligt Catalogue of Life ingår Ambunguipes rufocincta i släktet Ambunguipes och familjen Ambunguipedidae, men enligt Dyntaxa är tillhörigheten istället släktet Ambunguipes och familjen Hamondiidae. Arten är reproducerande i Sverige. Inga underarter finns listade i Catalogue of Life.